# Brommella bishopi
Brommella bishopi är en spindelart som först beskrevs av Chamberlin och Willis J. Gertsch 1958.  Brommella bishopi ingår i släktet Brommella och familjen kardarspindlar. Inga underarter finns listade.